# غلامحسین امیرخانی
غلامحسین امیرخانی (زادهٔ ۱۸ بهمن ۱۳۱۸) خوشنویسِ ایرانی است. در روستای تکیه ناوه طالقان متولد شد و از همان دوران تحصیل به آموختن فن خط و هنر خوشنویسی ایرانی روی آورد. امیرخانی در خط نستعلیق از شاگردان سیدحسین میرخانی و سیدحسن میرخانی است. او مدیر انجمن خوشنویسان ایران است. در سال ۱۳۸۱ به عنوان چهره برگزیده همایش چهره‌های ماندگار برگزیده شد. پدر خوشنویسی معاصر ایران دارای نشان درجه یک فرهنگ و هنر است.

## زندگی
غلامحسین امیرخانی فرزند رستم، از هنرمندان و خوشنویسان معاصر ایران است. او دو سال ابتدایی دبستان را در زادگاهش روستای تکیه ناوه طالقان طی می‌کند، سپس با استقرار خانواده‌اش در تهران تحصیلات ابتدایی خود را در دبستان مسعود سعد سلمان، به اتمام می‌رساند و دوره دبیرستان را همراه با کار، در کلاس‌های آزاد طی می‌کند. سپس به آموختن هنر خوشنویسی روی آورد و با ممارست فراوان در زمینه این هنر سرآمد شد. او در نگارش خط نستعلیق از ریز و درشت دستی قوی و مهارتی مثال زدنی و فوق‌العاده دارد. بسیاری او را برترین نستعلیق‌نویس حال حاضر می‌دانند.
امیرخانی از سال ۱۳۴۰ در اداره کل هنرهای زیبا در وزارت فرهنگ و هنر سابق (وزارت فرهنگ و ارشاد اسلامی امروز) به سمت خطاط استخدام شد. از مشاغل دیگر وی می‌توان به مدیریت و ریاست شورای عالی انجمن خوشنویسان ایران، مدیریت فرهنگسرای ارسباران (هنر) و ریاست شورای عالی خانه هنرمندان ایران اشاره کرد. امیرخانی در انجمن خوشنویسان ایران به کار تعلیم خط به خوشنویسان و استادان دیگر مشغول است. از وی برای کاریاری ارزشمند فرهنگی و هنری با عنوان پیشکسوت خط نستعلیق ارج گزاری شد. از جمله در چهره‌های ماندگار شناخته شده‌است. غلامحسین امیرخانی در خط نستعلیق شاگرد استادانی چون سیدحسین میرخانی و سیدحسن میرخانی بود. افزون بر آن وی از خط استادان قدیمی مانند میرعمادالحسنی، میرزای کلهر، عمادالکتاب، علی اکبر کاوه و چند تن دیگر مشق کرد. امیرخانی در نستعلیق‌نویسی شیوه‌ای ویژه به خود را دارد که مورد اقبال بسیاری از استادان خوشنویسی است. بسیاری از خوشنویسان صاحب نام معاصر از جمله مهدی فلاح، کرمعلی سالخورده آبسردی (شیرازی) ،امیراحمد فلسفی، علی اشرف صندوق آبادی، جواد بختیاری ، ولی الله احمدخان بیگی و… از شاگردان غلامحسین امیرخانی هستند و بیشتر خوشنویسان معاصر به‌طور مستقیم یا غیر مستقیم از خط او مشق کرده‌اند. غلامحسین امیرخانی ده‌ها نمایشگاه فردی و گروهی در داخل و خارج از کشور بر پا کرده‌است. از جمله نمایشگاه‌هایی در انگلستان، فرانسه، پاکستان و سوریه

## نشان‌ها
- در سال ۱۳۷۸ نشان درجه‌یک فرهنگ و هنر را از سیدمحمد خاتمی، دریافت کرد.
- در سال ۱۳۸۱ به عنوان چهره برگزیده همایش چهره‌های ماندگار برگزیده شد.
- در سال ۱۳۸۸ برای دومین بار، نشان درجه‌یک فرهنگ و هنر از طرف رئیس‌جمهور وقت محمود احمدی‌نژاد به وی اعطا شد.
- در سال ۱۳۹۵ مدال ادب و هنر فرانسه (درجه شوالیه) در سفارت فرانسه به وی اهدا شد.[۱۰][۱۱]
- درسال۱۳۹۸ نام وی به‌عنوان گنجینه زنده بشری در خط نستعلیق در فهرست ملی نادره‌کاران میراث‌فرهنگی ناملموس به ثبت رسید.[۱۲][۱۳]

## آثار
برخی از آثار او عبارتند از:

### تألیف
- رسم‌الخط امیرخانی
- آداب‌الخط امیرخانی
- مشق الخط امیرخانی

### خوش‌نویسی
- گلستان سعدی
- رباعیات خیام
- دیوان خواجوی کرمانی
- صحیفه هستی
- فرازهایی از شاهنامه فرودسی
- دوازده بند محتشم کاشانی
- دیوان حافظ
- منتخبی از غزلیات سعدی
- سروِ سایه‌فکن: دربارهٔ فردوسی و شاهنامه
- گزیده غزلیات خواجوی کرمانی
- تضمین گلچین سعدی یکصد و ده غزل
- ترجیع بند هاتف اصفهانی
- پیام مهربانی به مناسبت نوروز باستانی (۱۲ تابلو)
- کتاب روش خوشنویسی نستعلیق
- آیین خوشنویسی
- جلوه‌های نیاز
- آفتابی در سایه
- طلعت حق (۴ جلد)

## بزرگداشت
در سال ۱۳۹۸ نام خیابان کوکب در منطقهٔ ستارخانِ تهران به نام استاد غلامحسین امیرخانی تغییر یافت. در همین سال مستندی با نام «قلم عشق» درباره زندگی‌نامه امیرخانی به نویسندگی و کارگردانی سمیرا رجبی ساخته شد.